# Lyle Mays

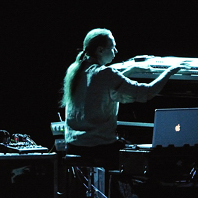
Lyle Mays (2010)

Lyle David Mays (* 27. November 1953 in Wausaukee, Wisconsin; † 10. Februar 2020 in Los Angeles, Kalifornien) war ein US-amerikanischer Jazz- und Fusionmusiker sowie Arrangeur und Komponist. Er spielte Piano und Keyboard und war Mitbegründer und 27 Jahre lang Mitglied der Pat Metheny Group. Metheny und Mays komponierten und arrangierten fast die gesamte Musik der Gruppe, für die Mays elf Grammy Awards gewann.

## Biographie
Lyle Mays wurde 1953 in Wisconsin als ältestes von drei Kindern geboren. Seine Mutter spielte Klavier im Gottesdienst der Kirchengemeinde, der Vater Gitarre. Während seiner Kindheit hatte Mays vier Hauptinteressen: Schach, Mathematik, Architektur und Musik. Mit 14 Jahren begleitete er den Gemeindegesang der Kirche auf der Orgel. Musikalische Sommercamps brachten ihn mit Rich Matteson zusammen, der ihn für den Jazz begeisterte. Mit 17 Jahren ging er an die North Texas State University, die dafür bekannt ist, dass sie ihren Studenten breiten Raum für Jam-Sessions  lässt. Dort entwickelte er sich zum Pianisten, Keyboarder, Arrangeur und Komponisten. Er steuerte sämtliche Kompositionen (mit Ausnahme eines Chick-Corea-Titels) und Arrangements zum Lab ’75-Album der One O’Clock Lab Band bei, das für den Grammy vorgeschlagen wurde.
1975 traf er den Gitarristen Pat Metheny, mit dem er auf Augenhöhe agierte und nach Tätigkeit für Woody Herman 1978 die Pat Metheny Group gründete. Diese wurde zu einer der erfolgreichsten Jazzformationen der 1980er und 1990er Jahre und war bis 2005 aktiv. 2010 gab Mays mit der Pat Metheny Group im Rahmen der Songbook Tour noch einmal mehrere Konzerte in Europa.
Unabhängig von Metheny arbeitete Mays auch für Paul McCandless, Eberhard Weber, Bob Moses, Rickie Lee Jones und Joni Mitchell. Ab 1986 legte er mehrere Alben unter eigenem Namen vor. Die letzten Lebensjahre wirkte er als Software-Manager.
Mays starb im Februar 2020 im Alter von 66 Jahren nach langer Krankheit.

## Werk
In der Pat Metheny Group arbeitete Lyle Mays eng mit Pat Metheny bei Komposition und Arrangement der Stücke zusammen, wobei seine komplexen Harmonien den Charakter der Aufnahmen mitbestimmten. Gemeinsam mit Metheny schrieb er den 1985 veröffentlichte internationalen Hit This Is Not America (gesungen von David Bowie). 1988 komponierte er die Musik zur englischen Geschichte Tale of Peter Rabbit von Beatrix Potter, gelesen von Meryl Streep.
Unter seinem eigenen Namen sind fünf Alben entstanden, die allesamt dem klassischen Jazzrock verpflichtet waren. Hierunter befinden sich die Aufnahmen Lyle Mays und Street Dreams, die klanglich und thematisch die Arbeit mit der Pat Metheny Group fortsetzen. Das Album Fictionary ist eine klassische Jazz-Trio-Aufnahme mit Marc Johnson am Bass und Jack DeJohnette am Schlagzeug. Erst 2016 erschien The Ludwigsburg Concert, ein Konzertmitschnitt aus dem Jahr 1993, auf dem Mays in einem rein akustischen Quartett (Lyle Mays: Piano, Bob Sheppard: Sax, Marc Johnson: Bass, Mark Walker: Drums) zu hören ist.
Solo: Improvisations for Expanded Piano ist eine improvisierte Klaviermusik; über das Klavier wurden elektronische Klangerzeuger angesteuert. Diese Technik war auch in den Konzerten der Pat Metheny Group zu beobachten, wo Mays die komplexen Arrangements und Klanggebilde manchmal nur am Flügel sitzend umsetzte.
Eine 13-minütige Mini-Sinfonie, die Eberhard Weber gewidmet ist, der einen großen Einfluss auf Mays hatte, mit Solisten wie Bill Frisell ist die letzte Aufnahme, die er vor seinem Tod fertigstellte. Lyle Mays wurde dafür posthum bei den Grammy Awards 2022 in der Kategorie Beste Instrumentalkomposition ausgezeichnet.

## Diskografie (Auszug)
unter eigenem Namen
- Lyle Mays (Geffen 1986)
- Street Dreams (Geffen 1988)
- Fictionary (Geffen 1993)
- Solo (Warner Brothers 2000)
- The Ludwigsburg Concert (Jazzhaus, ed. 2016)
- Eberhard (Lyle Mays 2021; EP)

Pat Metheny & Lyle Mays
- As Falls Wichita, so Falls Wichita Falls (ECM, 1981)

Pat Metheny Group
- Watercolors, 1977, ECM
- Pat Metheny Group, 1978, ECM
- American Garage, 1980, ECM
- Offramp, 1982, ECM
- Travels, 1983, ECM
- First Circle, 1984, ECM
- The Falcon and the Snowman (Original Motion Picture Soundtrack), 1985, EMI[14]
- Still Life (Talking), 1987, Geffen
- Letter From Home, 1989, Geffen
- The Road to You, 1993, Geffen
- We Live Here, 1995, Geffen
- Quartet, 1996, Geffen
- Imaginary Day, 1997, WB
- Speaking of Now, 2002, WB
- The Way Up, 2005, Nonesuch

weitere
- The Debussy Trio: In the Shadow of a Miracle (Sierra Classical, 1996; mit Jan Bach, Andrew Frank, Angela Wiegand, Marcia Dickstein, Keith Green)